# If I Ain't Got You
"If I Ain't Got You" là bài hát được sáng tác, thu âm và sản xuất bởi Alicia Keys cho album phòng thu thứ hai The Diary of Alicia Keys. Được phát hành vào tháng 2 năm 2004 làm single thứ hai, ca khúc đạt vị trí thứ 4 trên Billboard Hot 100 và trở thành single thứ hai liên tiếp thống trị bảng xếp hạng Hot R&B/Hip-Hop Songs, trụ ở đầu bảng suốt 6 tuần. Bài hát nhận được hai đề cử ở Giải Grammy năm 2005 cho hạng mục "Bài hát của năm" và thắng giải "Thể hiện giọng R&B nữ xuất sắc nhất". If I Ain't Got You được khán giá bầu chọn là một trong những ca khúc hay nhất của năm 2004, và đứng thứ 14 trong bảng xếp hạng những ca khúc hay nhất của thập niên 2000.
Một bản remix với sự góp giọng của Usher, bản radio mix của Kanye West, và một bản tiếng Tây Ban Nha với sự góp giọng của Arturo Sandoval được đưa vào bonus CD của phiên bản phát hành ở riêng một số quốc gia của The Diary of Alicia Keys. Ca khúc cũng xuất hiện trong PlayStation 2 karaoke game Karaoke Revolution Volume 3 năm 2004.
Bìa đĩa đơn được cho là giống với bức họa Le Violon d'Ingres năm 1924 của Man Ray.
Keys cho biết ý tưởng sáng tác bài hát được truyền cảm hứng bởi cái chết của ca sĩ Aaliyah: "Ý tưởng sáng tác bài hát xuất hiện ngay sau khi Aaliyah qua đời. Lúc ấy là một khoảnh khắc đau buồn mà không ai có thể tin được. Chuyện đó khiến tôi nhận ra điều gì mới thực sự là quan trọng trên cuộc đời này."

## Nội dung của ca khúc
If I Ain't Got You được các nhà phê bình đánh giá rất cao về âm nhạc cũng như ca lời. Về âm nhạc, ca khúc được nhận xét rất đặc biệt có sự kết hợp rất độc đáo giữa âm hưởng nhạc Jazz, Soul, R&B tạo nên một nét rất riêng cho bài nhạc. Về ca từ, các nhà phê bình đã gọi là "một cảm xúc, gây xúc động" khi nói về một cô gái đã tái hiện lại quan niệm cũng như mục đích sống của mỗi người và cô đã phê phán những suy nghĩ nông cạn của những người sống vì vật chất. Đồng thời cũng nói lên tâm trạng của cô và định nghĩa rằng thế nào là một tình yêu đích thực rẳng cô không cần gì hết, mọi thứ sẽ trở nên vô nghĩa nếu như cô ấy không có được người mình yêu.

## Giọng hát và cách thể hiện
Có thể nói không ai có thể trình diễn ca khúc này hơn Alicia. Trong bài hát, cô thể hiện khá đa dạng các loại giọng, nhưng hát với giọng trầm là chính, đến các đoạn điệp khúc thì Keys đã đưa giọng cao hơn như một sự dâng trào về cảm xúc. Ở ca khúc này, Keys đã sử dụng rất nhiều các kỹ thuật thanh nhạc và đặc biệt là các sự luyến láy làm cho ca khúc thêm phần hài hoà 

## Video âm nhạc
Video âm nhạc cho single được đạo diễn bởi Diane Martel, mô tả cảnh mùa đông ở thành phố New York và có sự góp mặt của rapper kiêm diễn viên Method Man đóng vai bạn trai của Alicia Keys.

## Bảng xếp hạng và chứng nhận
| Bảng (2004)                | Vị trí cao nhất |
| -------------------------- | --------------- |
| Bỉ (Ultratop 50 Flanders)  | 10              |
| Bỉ (Ultratop 40 Wallonia)  | 14              |
| Pháp (SNEP)                | 15              |
| Đức (Media Control Charts) | 81              |
| Ireland (IRMA)             | 44              |
| Italy (FIMI)               | 22              |
| Hà Lan (Dutch Top 40)      | 11              |
| Thụy Sĩ Media Control AG   | 35              |
| U.K (UK Singles Chart)     | 18              |
| Hoa Kỳ Billboard Hot 100   | 4               |
| Hoa Kỳ R&B/Hip-Hop Songs   | 1               |
| Bảng (2005)                | Vị trí cao nhất |
| Hoa Kỳ Adult Contemporary  | 12              |

| Bảng (2004)                  | Vị trí |
| ---------------------------- | ------ |
| Hà Lan (Dutch Singles Chart) | 89     |
| Hoa Kỳ Billboard Hot 100     | 3      |
| Hoa Kỳ R&B/Hip-Hop Songs     | 1      |

| Bảng (2000–09)           | Vị trí |
| ------------------------ | ------ |
| Hoa Kỳ Billboard Hot 100 | 51     |
| Hoa Kỳ R&B/Hip-Hop Songs | 9      |

| Quốc gia | Chứng nhận |
| -------- | ---------- |
| Hoa Kỳ   | Vàng       |